# Бранкованово
Бранкова́ново (укр. Бранкованове) — село, относится к Ширяевскому району Одесской области Украины. Расположено на реке Средний Куяльник.
Население по переписи 2001 года составляло 367 человек. Почтовый индекс — 66821. Телефонный код — 4858. Занимает площадь 1,13 км². Код КОАТУУ — 5125480501.

## Известные уроженцы
- Сокуренко, Владимир Гаврилович (1921—1994) — украинский советский правовед, доктор юридических наук, профессор.

## Местный совет
66821, Одесская обл., Ширяевский р-н, с. Бранкованово, ул. Центральная, 50